# Чашица
Чашица (лат. calyx) је део перијанта (цветног омотача) који се налази на ободу цветне ложе. Чашица представља скуп чашичних листића, лапова и сепалних листића. Основни део чашице су чашични листићи. Они се разликују од круничних листића по томе што су мањи и углавном зелене боје. Најчешће имају широку основу и целовит руб. У овим листићима се налази хлорофил, тако да могу да врше фотосинтезу. Главна улога чашице је заштита осталих делова цвета.
У чашици, чашични листићи могу да буду срасли или раздвојени. Код врста код којих чашични листићи срастају, то срастање није потпуно, тако да врхови листића остају слободни, у облику зубића. Део чашице који настаје срастањем чашичних листића назива се цев чашице (tubus calycic).
Главна улога чашице је заштита осталих делова цвета, које штити док су неразвијени, или у развоју. Код неких представника нпр. из породице главочика чашични листићи су абортирали или су метаморфозирали, пошто се цветови налазе у цвасти која је заштићена лшћем опште чаше, те не постоји потреба за заштитом чашичних листића. Чашични листићи могу да се преобразе у длаке или трнолике органе и имају улогу у расејавању плодова.
Највећи број цветова има чашице са актиноморфном грађом (кроз чашицу се може провући више равни симетрије), а потом следе цветови са зигоморфном грађом (могу се провући две равни симетрије), док је веома мали број цветова који су асиметрични.
Чашица најчешће опада после цветања, међутим код неких биљака, листићи чашице опадају убрзо по отварању цвета, док се код неких задржавају и после цветања, па могу заостати и на зрелим плодовима (нпр. јабуке, крушке, мушмуле...). Код љоскавца (Physalis alkekengi) чашица обраста око зрелих плодова у облику бобица, и постаје обојена црвеном бојом те служи за привлачење пажње птица које једу плодове и тако размножавају врсту. Иако су чашични листићи углавном зелене боје и мањи од круничних, постоје и врсте код којих су чашични листићи интензивно обојени или имају веће димензије од круничних листића. Код неких цветова (нпр. кукурек) чашица преузима улогу крунице, пошто је круница метаморфозирала у нектарије.
У анатомском погледу чашични листићи су доста прости. На попречном пресеку кроз чашични листић се примећују епидермис лица, епидермис наличја и мезофил листа. Епидермис чини слој ћелија које су међусобно срасле и које су кутинизиране. Кутикула је код чашичних листића доста редукована у односу на асимилационе листове. Епидермис лица је боље развијен од епидермиса наличја чашичних листића. У епидермису се налазе стоме, а често се јављају и различите врсте длака. Мезофил чашичних листића гради паренхим између кога се налазе велики међућелијски простори. У ћелијама мезофила се налази хлоропласт који који даје зелену боју чашици већине цветова. Мезофил није диференциран на сунђерасто и палисадно ткиво. Проводни снопићи су по типу затворени колатерални и просте су грађе, а налазе се у мезофилу.